# Jefe de Estado Mayor del Ejército de Tierra (Francia)
En Francia, el Jefe de Estado Mayor del Ejército de Tierra (en francés: Chef d'état-major de l'Armée de terre CEMAT) es el grado más alto de oficial en la cadena de mando del Ejército de Tierra. El Jefe de Estado Mayor del Ejército de Tierra es asistido por el General Mayor del Ejército de Tierra (un cargo adscrito al CEMAT, sin posicionamiento directo en el escalafón militar de Francia. Equivalente a un General de Cuerpos de Ejército. OF-8).

## Jefes de Estado Mayor del Ejército de Tierra franceses
- General Alfred Delanne: 1900 - 1901..
- General de Ejército Jean Le Vot: 10 de mayo de 1953 - 17 de julio de 1962
- General de Ejército Louis Le Puloch: 18 de julio de 1962 - 2 de abril de 1965
- General de Ejército Émile Cantarel: 3 de abril de 1965 - 31 de marzo de 1971
- General de Ejército Alain de Boissieu: 1 de abril de 1971 - 31 de marzo de 1975
- General de Ejército Jean Lagarde: 1 de abril de 1975 - 30 de septiembre de 1980 (dimisión)
- General de Ejército Jean Delaunay: 1 de octubre de 1980 - 9 de marzo de 1983 (dimisión)
- General de Ejército René Imbot: 10 de marzo de 1983 - 24 de septiembre de 1985
- General de Ejército Maurice Schmitt: 25 de septiembre de 1985 - 15 de noviembre de 1987
- General de Ejército Gilbert Forray: 16 de noviembre de 1987 - 1 de abril de 1991
- General de Ejército Marc Monchal: 1 de abril de 1991 - 27 de agosto de 1996
- General de Ejército Philippe Mercier: 28 de agosto de 1996 - 19 de enero de 1999
- General de Ejército Yves Crene: 20 de enero de 1999 - 30 de agosto de 2002
- General de Ejército Bernard Thorette: 1 de septiembre de 2002 - 15 de julio de 2006
- General de Ejército Bruno Cuche: 16 de julio de 2006 - 1 de julio de 2008 (dimisión)
- General de Ejército Elrick Irastorza: 2 de julio de 2008 - 31 de agosto de 2011
- General de Ejército Bertrand Ract-Madoux: 1 de septiembre de 2011 - 31 de agosto de 2014
- General de Ejército Jean-Pierre Bosser: desde el 1 de septiembre de 2014